# باركشير
باركشر أو  باركشير أو بَرْكَشير (بالإنجليزية: Berkshire)‏ مقاطعة في جنوب شرق إنجلترا. تكنى بالمقاطعة الملكية لاحتضانها قصر ونزر حيث تقيم العائلة المالكة («آل ونزر»).

## الموقع
تحد باركشر منطقة لندن الكبرى من الشرق، ولها حدود مع كل من مقاطعة سري، وبكنمشر، وأكسفوردشير، وهامبشير وويلتشير.

## الاقتصاد
تعتمد المقاطعة في اقتصادها بشكل عام على الأعمال والتجارة والخدمات ثم الصناعة والسياحة والزراعة.

## المدن
- ونزر
- ميدنهد
- سلاو
- ووكينغهام
- براكنيل
- ساندهيرست
- ردينغ

## أعلام
- أريك فرانك راسل
- إدغار وايتهيد
- مورتيمر كولنز
- وليام بن
- اللورد كارنارفون
- باسيل كيلي
- جوزيف ميلسون
- توماس داي
- دانيال هويل
- إي. إف. بنسون